# Viktóriya Moiséyeva
Viktóriya Alexándrovna Moiséyeva –en ruso, Виктория Александровна Моисеева– (Miass, 10 de enero de 1991) es una deportista rusa que compite en curling.
Ganó una medalla de bronce en el Campeonato Mundial de Curling Femenino de 2018 y una medalla de oro en el Campeonato Europeo de Curling Femenino de 2016.

## Palmarés internacional
| Campeonato Mundial | Campeonato Mundial    | Campeonato Mundial | Campeonato Mundial |
| Año                | Lugar                 | Medalla            | Prueba             |
| ------------------ | --------------------- | ------------------ | ------------------ |
| 2018               | North Bay (Canadá)    | Medalla de bronce  | Equipo             |
| Campeonato Europeo |                       |                    |                    |
| Año                | Lugar                 | Medalla            | Prueba             |
| 2016               | Renfrew (Reino Unido) | Medalla de oro     | Equipo             |